# フィジャック
フィジャック （フランス語:Figeac、オック語:Fijac）は、フランス、オクシタニー地域圏、ロット県のコミューン。

## 由来
フィジャックという地名は、ラテン語の人名であるフィディウス（Fidius）がガロ＝ロマン語の影響を受けて変化したものである。

## 地理
セントラル山地、セレ川右岸に位置する。中世よりサンティアゴ・デ・コンポステーラの巡礼路の宿場町として栄えた。

## 歴史
セレ川流域にはローマ時代の砦跡や城壁が残る。ガロ＝ロマン時代のサルコファガスも見つかっている。
伝説によると、ピピン3世の眼前で5羽の鳩が空に十字架の形を描いたために、この地に修道院を築くことになったという（753年）。王が『修道院がそこにある！』（"Fiat là"）と言ったことでフィジャックの地名がついたとされる。奇跡は他にも起こり、755年にローマ教皇ステファヌス2世が教会に祝福を与えるためやってくると、天使に先導されたイエス・キリストその人が修道院にやってくるのを幻視したという。
地理学者ヴィクトル・マルト＝ブラン（fr）によると、修道院は8世紀初頭に建てられていた。ヴァイキングたちに略奪された後の838年、修道院が建てられた。861年、フィジャックの町を襲ったノルマン人たちは、教会へ逃げ込んだ住民たちを虐殺した後、60人もの修道僧を殺害した。
ロカマドゥールからサンティアゴへと向かう巡礼路上にあったために、町は栄え人々が移り住んだ。1244年から、有力商人と代官との対立関係が激しくなり、フィジャックの聖職者たちはギヨーム・ド・ノガレの仲介を受けて修道院を王に購入してもらい、1302年にフィリップ4世の直接支配下に入った。王は通貨鋳造権といったまれな特権を授けた。
マルト＝ブランによれば1318年、即位後まもなくフランス王として認証したフィジャック住民を満足させようと、フィリップ5世王はフィジャックが既に獲得していた公民権、自由を追認した。王が授けた憲章は、住民がコミューン紋章、旗を決め、代官を任命できると定めていた。またフィジャック住民は市街を取り巻く城壁、監視塔、堀も授けられた。これらの特権は1463年にフィジャック訪問中であったフィリップ6世とルイ11世によって認可された。
イングランド王国に仕えていたコンドッティエーレ、ベルナルドン・ド・ラ・サール（fr）は1372年にフィジャックを占領した。しかし同じ年のうちに撤退した。

### 宗教戦争
ユグノー戦争はフィジャックを二分した。アシエ領主の娘ジャンヌ・ジェヌイヤックは人々に新教を説いて信者を増やしていた。ユグノー軍は幾度もフィジャック占領を試み、1576年についに開城させた。侵入したユグノー軍は略奪を行い、市街の一部には火を放った。ピュイの丘はユグノー軍の要塞と化した。1579年8月、ユグノーの第10回全国宗教会議がフィジャックで開催された。モントーバン陥落のすぐ後にナントの勅令が出され、フィジャックはユグノーとともに残った。1622年、ルイ13世は要塞を取り壊した。

### 革命から現在まで
繁栄した18世紀の間に城壁は取り払われ、堀は埋められた。フランス革命で、フィジャックでは5人がギロチンの犠牲となった。逮捕直前のミシェル・ネイは、フィジャックに身を潜めていた。
1862年10月、トゥールーズ＝ブリーヴ間鉄道が敷かれ、フィジャックも路線となった。1864年にはオーリヤックへ向かう路線も開通した。
第二次世界大戦中、クエルシーのレジスタンス活動に苦しめられていたドイツの第2SS装甲師団は800人のフィジャック市民を逮捕した。そのうち540人がノイエンガンメ強制収容所またはダッハウ強制収容所へ送られた。

## 経済
航空産業が盛ん。ラティエ＝フィジャック社はプロペラ製造、フィジャック・アエロ社はエンジン部品を製造する。

## 史跡
フィジャックはフランス歴史と文化のまち（fr）に登録されている。
- サン＝ソヴール教会 - 11世紀。
- カルム教会
- ノートルダム・ド・ピュイ教会

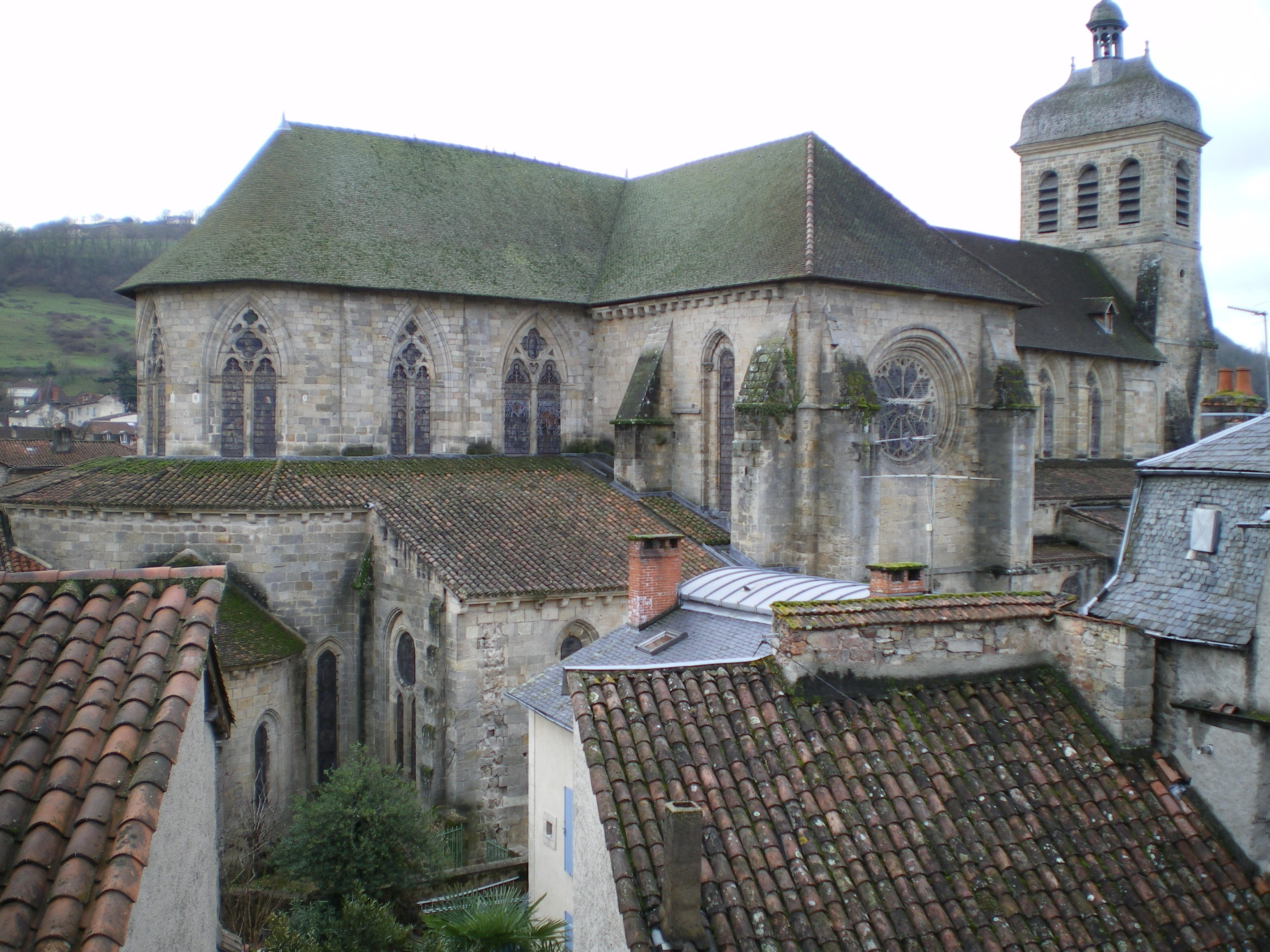
サン＝ソヴール教会
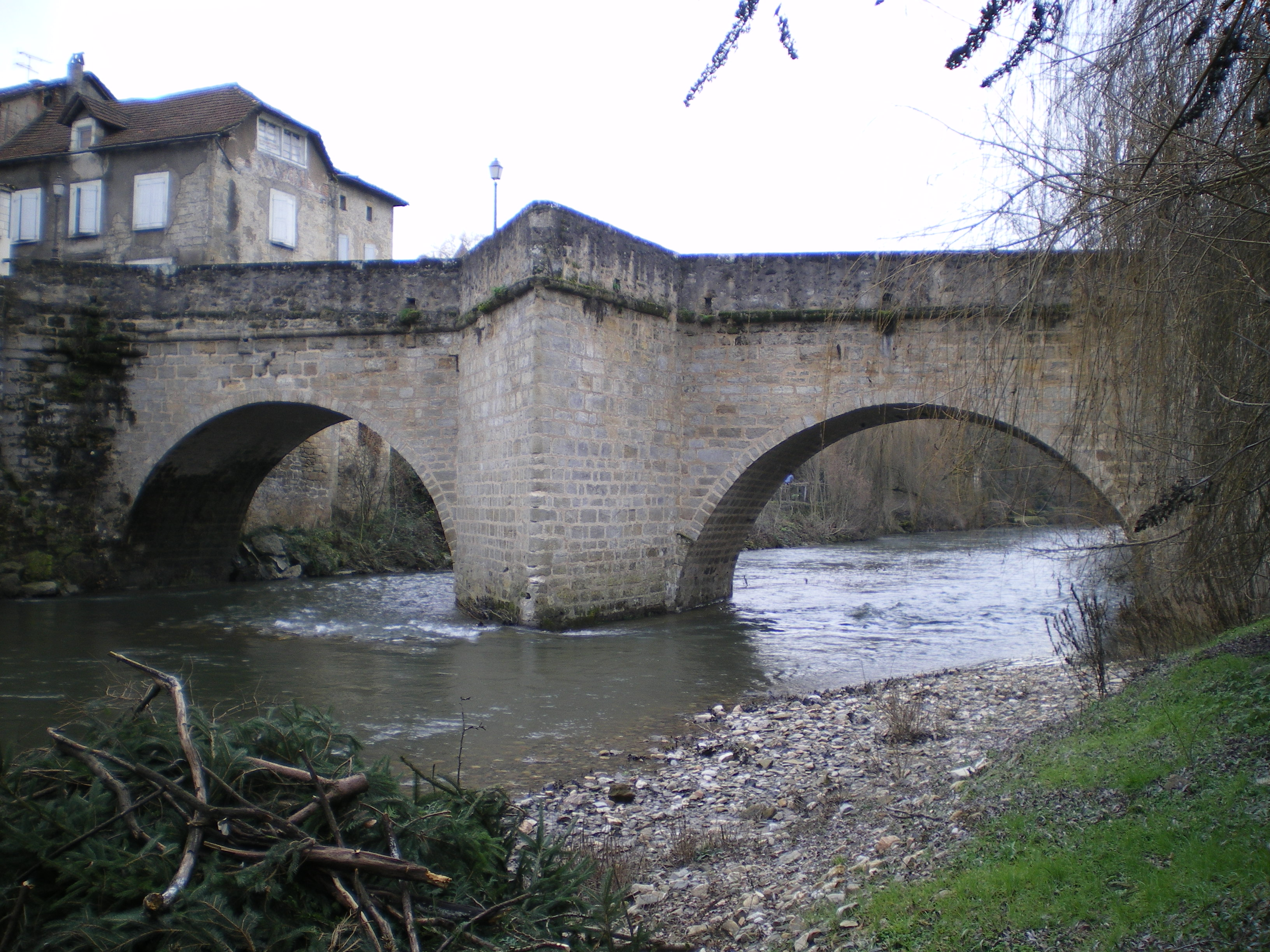
セレ川に架かるピン橋
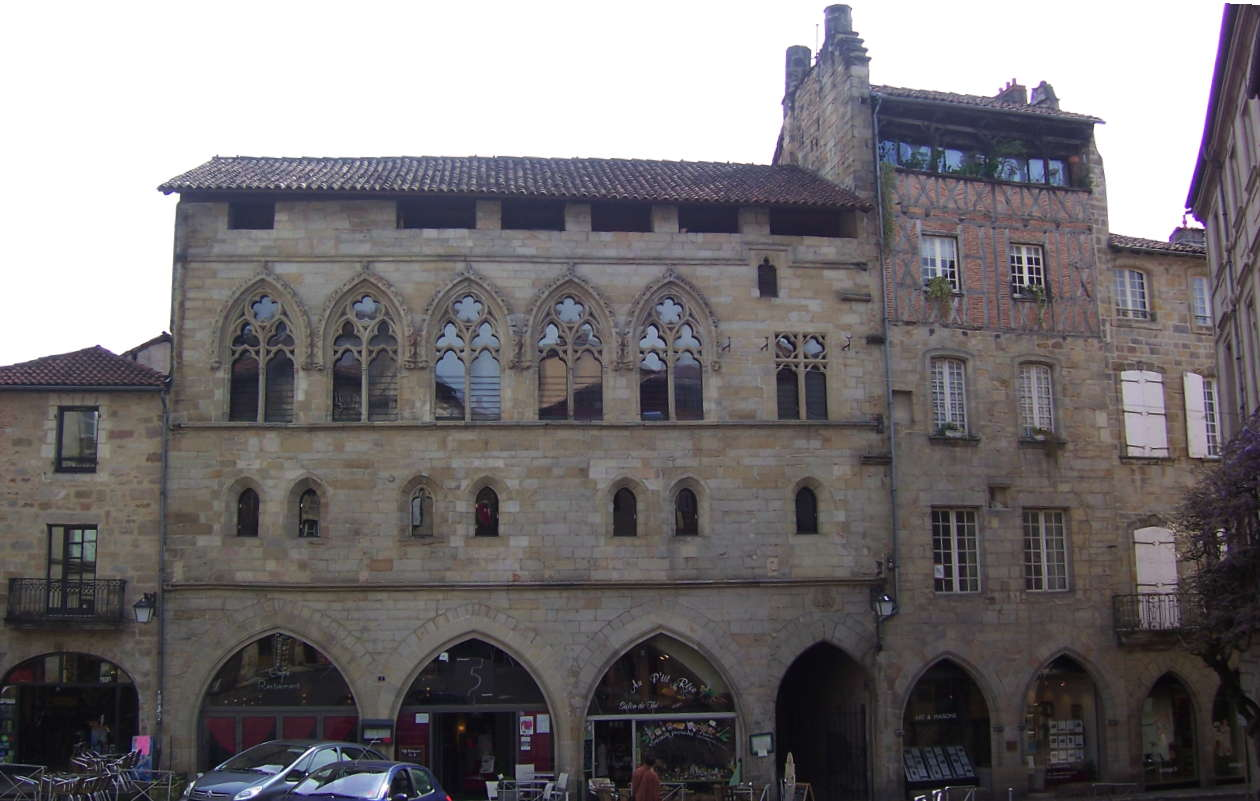
シャンポリオン広場に面した住宅

## 姉妹都市
- ビーレフェルト、ドイツ 2011年
- Saint-Loubès、フランス 2011年

## 著名な出身者
- ジャン＝フランソワ・シャンポリオン - 古代エジプト学研究者[5]
- シャルル・ボワイエ - 俳優